# William Alexander (Politiker, 1874)

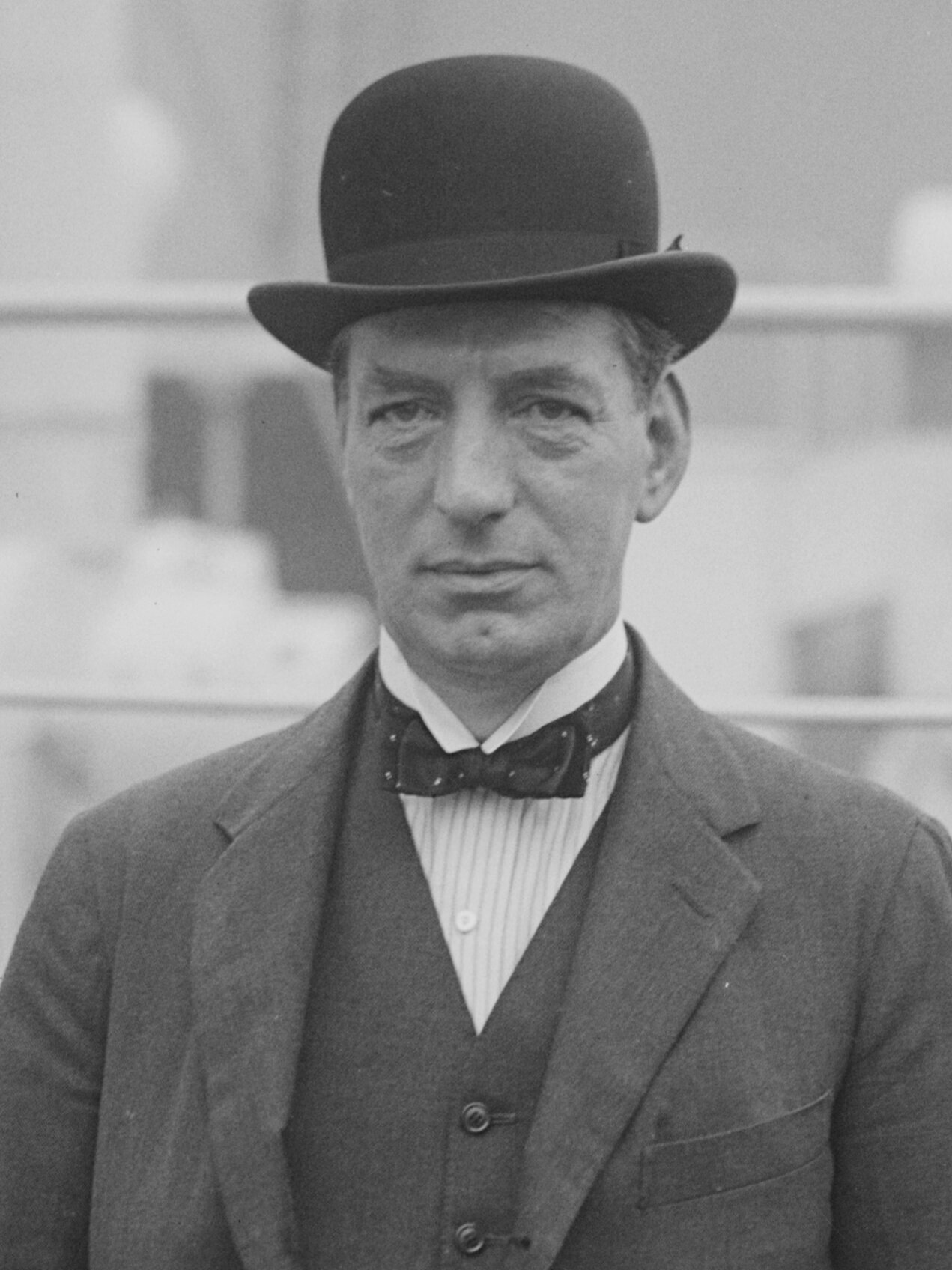
William Alexander (1922)

Sir William Alexander KBE CB CMG DSO (* 4. Mai 1874 in Glasgow; † 29. Dezember 1954) war ein britischer Politiker (Scottish Unionist Party) und Brigadegeneral.

## Leben
Alexander besuchte die Kelvinside Academy in Glasgow und studierte an den Universitäten Glasgow und Göttingen. Er schlug 1899 eine militärische Laufbahn als Offizier der Territorial Force der British Army ein. Er wurde 1906 zum Captain, 1915 zum Major und 1917 zum Brigadier-General befördert. Während des Ersten Weltkriegs kommandierte er zunächst das 6. Bataillon der Black Watch. Anschließend fungierte er im Munitionsministerium von 1916 bis 1917 als Direktor der Verwaltung von Sprengstofffabriken, von 1917 bis 1919 als Kontrolleur für Flugzeugproduktion und Nachschub und von 1919 bis 1920 als Generaldirektor für Beschaffung. 1919 war er Mitglied des Luftfahrtrates (Air Council). In Anerkennung seiner Verdienste wurde Alexander jeweils Companion des Order of the Bath, des Order of St. Michael and St. George sowie des Distinguished Service Order ausgezeichnet und 1920 als Knight Commander des Order of the British Empire (zivile Abteilung) geadelt.

## Politischer Werdegang
Seit 1918 hielt der Unionist und Premierminister Andrew Bonar Law das Unterhausmandat des Wahlkreises Glasgow Central. Zu den Unterhauswahlen 1923 trat Law nicht an. Stattdessen bewarb sich sein Parteikollege Alexander um das Mandat des Wahlkreises. Seine Kontrahenten waren der Labour-Politiker Edward Rosslyn Mitchell sowie der Liberale Harold Tennant. Am Wahltag setzte sich Alexander mit einer Mehrheit von nur 416 Stimmen gegen den Labour-Kandidaten durch und zog erstmals in das britische Unterhaus ein. Bei den folgenden Wahlen verteidigte Alexander sein Mandat gegen verschiedene Labour-Politiker; 1924 gegen James Dundas White, 1929 gegen Craigie Aitchison, 1931 gegen William Henry Porteous Martin sowie 1935 gegen R.R. Stokes. Zu den Unterhauswahlen 1945 trat Alexander nicht mehr an und er schied aus dem House of Commons aus. Die Wahlen gewann sein Parteikollege James Hutchison.